# Homem feito
Na Máfia Americana, um homem feito ("made man") é um membro completamente iniciado dentro da Máfia. Para receber este título (ou 'patente'), o associado requerente precisa ser indicado por alguém que já seja um homem feito. É exigido que o iniciado faça o juramento da Omertà, o código de silêncio da máfia. Após uma cerimônia, o iniciado se torna um "homem feito" e assume o posto de soldado (em italiano: soldato) na hierarquia da Máfia. Tradicionalmente, para se tornar um homem feito, é necessário que o iniciado seja descendente de italianos, por parte de pai e mãe. Contudo, isso era quase que restrito a Nova Iorque, com a máfia em outros locais (e majoritariamente nos dias atuais), aceitando pessoas com ancestralidade italiana parcial. Um homem feito pode contratar não-italianos para fazer serviços para ele, com esse empregado sendo também considerado um funcionário da Máfia.
Outros nomes comuns para um "Homem feito" é "homem de honra" (em inglês:  man of honor ou em italiano:  uomo d'onore), "um de nós" (em inglês:  one of us), "bom companheiro" (em inglês:  good fella) e "espertalhão" (em inglês:  wiseguy); embora estes últimos dois nomes normalmente serem utilizados também para associados da máfia não iniciados.
Outros termos utilizados para membros completamente iniciados na Máfia eram "endireitados", "batizados" ou um merecedor do "Distintivo." O termo "Soldato" (italiano para "soldado") também é utilizado para "homens feitos", já que o membro precisa ser "feito" antes de subir nas patentes de "associado" para "soldato." Na Máfia Siciliana o termo utilizado é "uomo d'onore" (ou "omu d'onuri"), ou "Homem de honra". "Mafioso" também é um nome coloquial utilizado pela imprensa e por acadêmicos, embora gângsteres dificilmente o utilizem.
Dentro da Máfia, se tornar um "homem feito" traz várias responsabilidades, mas também privilégios. Entre alguns dos benefícios estava o fato do membro ter cobertura e apoio total da família criminosa à qual pertence. Um homem feito é temido e respeitado por outros membros dentro da organização, sendo considerados intocáveis. Para matar um homem feito é preciso, teoricamente, permissão do chefe da organização e a punição pela morte não autorizada de um homem feito era a execução sumária, independente se o assassino tivesse motivo ou não. No livro Wiseguy, de Henry Hill, é encontrado um exemplo disso. De acordo com Henry, Thomas DeSimone (um gângster da Família Lucchese) teria assassinado, sem permissão de ninguém, William "Billy Batts" Bentvena, um homem feito da Família Gambino. Como resultado, DeSimone foi capturado e nunca mais foi visto (a polícia presume que ele tenha sido torturado e morto pelos Gambinos).